# Принципиальная кинематическая схема

Кинематическая схема револьверной головки токарного станка

Принципиальная кинематическая схема  — это такая схема, на которой показана последовательность передачи движения от двигателя через передаточный механизм к рабочим органам машины (например, шпинделю станка, режущему инструменту, ведущим колёсам автомобиля и др.) и их взаимосвязь.
На кинематических схемах изображают только те элементы машины или механизма, которые принимают участие в передаче движения (зубчатые колёса, ходовые винты, валы, шкивы, муфты и др.) без соблюдения размеров и пропорций.

## Нормативные документы
Стандарты, регламентирующие условные обозначения и выполнение кинематических схем:
- ГОСТ 2.770-68 (2000) ЕСКД. Обозначения условные графические на схемах. Элементы кинематики.
- ГОСТ 2.703-2011. ЕСКД. Правила выполнения кинематических схем.
- ISO 3952 Kinematic diagrams — Graphical symbols.

## Правила выполнения кинематических схем
Корпусные части составляющей единицы (машины или механизма) не показывают совсем или наносят их контур сплошными тонкими линиями. Пространственные кинематические механизмы изображают обычно в виде развёрнутых схем в ортогональных проекциях. Их получают путём размещения всех осей в одной плоскости. Такие схемы позволяют прояснить последовательность передачи движения, но не показывают действительного расположения деталей механизма. Кинематические схемы допускается выполнять в аксонометрии.
Все детали (звенья) на кинематических схемах изображают условно в виде графических символов (ГОСТ 2.770-68 (2000)), которые лишь раскрывают принцип их работы. Соединения смежных звеньев, которое допускает их относительное движение, называют кинематической парой. Наиболее распространённые кинематические пары: шарнир, ползун и направляющая, винт и гайка, шаровой шарнир. Допускается использовать нестандартные условные графические обозначения, но с соответствующими пояснениями на схеме. На кинематической схеме разрешается изображать отдельные элементы схем других видов, которые непосредственно влияют на их работу (например, электрические или гидравлические).
Кроме условных графических обозначений, на кинематических схемах дают указания в виде надписей, поясняющих изображённый элемент. Например, указывают тип и характеристику двигателя, диаметры шкивов, модуль и число зубьев зубчатых колёс и др. Взаимное расположение звеньев на кинематической схеме должно соответствовать начальному, среднему или рабочему положению исполнительных органов механизма или машины. Если звено при работе изделия меняет своё положение, то на схеме допускается указывать его крайние положения тонкими штрихпунктирными линиями. На кинематической схеме звеньям присваивают номера в порядке передачи движения, начиная от двигателя. Валы номеруют римскими цифрами, остальные элементы — арабскими. Порядковый номер элемента проставляют на полочке выносной линии. Под полочкой указывают основные характеристики и параметры кинематического звена.
На кинематических схемах валы, оси, стержни изображают сплошными основными линиями; зубчатые колёса, червяки, звёздочки, шкивы, кулачки — сплошными тонкими линиями.

## Чтение кинематических схем
Читать кинематическую схему начинают от двигателя, как источника движения всех подвижных деталей механизма. Определяя последовательно по условным обозначениям каждый элемент кинематической цепи, устанавливают его назначение и характер передачи движения.
|               |                                 |
| PUMA-робот... | ... и его кинематическая модель |